# Квитник (управляемый снаряд)
«Цветник» (укр. Квітник — «цветник») — украинский комплекс управляемого артиллерийского вооружения, разработанный научно-производственным комплексом «Прогресс» и ЦКБ «Точность».
Производится под калибр 152 мм или 155 мм (стандарт НАТО). Принят на вооружение Вооруженных сил Украины 6 декабря 2012 г.

## История
Первые наработки по снаряду появились в ходе работ над созданным в СССР снаряду "Краснополь", для которого «Прогрессом» изготовлялась полуактивная головка наведения.
Готовый украинский снаряд впервые был продемонстрирован на международной оружейной выставке IDEX-2001.
В 2008 году снаряд был направлен на государственные испытания. По состоянию на начало октября 2008 года, стоимость одного снаряда составляла 200 тыс. гривен.
В сентябре 2012 года снаряд испытали в ходе учений «Перспектива-2012» (проходивших с 18 сентября по 4 октября 2012 года). В дальнейшем, осенью 2012 года для проведения завершающего этапа государственных испытаний были проведены практические стрельбы на базе Академии сухопутных войск им. П. Сагайдачного. Стрельбы выполняли офицерский состав и наиболее подготовленные военнослужащие 55-й бригадной отдельной артиллерийской группы 72-й отдельной механизированной бригады украинской армии.
По результатам испытаний 6 декабря 2012 снаряд был принят на вооружение
В 2013 году ГП НПК «Прогресс» было начато серийное производство 152-мм снаряда «Квітник». Развивать производство планировалось совместно с Польским предприятием «Польский оборонный холдинг». Кооперация с Польшей позволила бы Украине выйти на рынок НАТО.
16 июня 2014 года президент Украины П. А. Порошенко запретил любое сотрудничество с Россией в сфере ВПК. В конце ноября 2014 года руководитель управления планирования вооружённых сил Украины полковник Владислав Шостак сообщил, что от производства артиллерийского снаряда «Квітник» пришлось отказаться, поскольку 70 % комплектующих для снаряда поступало из России.
По состоянию на начало апреля 2015 года, ГК «Укроборонпром» продолжал поиск поставщиков компонентов, необходимых для производства 152-мм снарядов «Квитник» для вооружённых сил Украины.
В октябре 2017 во время международной выставки «Оружие и Безопасность-2017» ГП НПК «Прогресс» впервые представило управляемый артиллерийский снаряд с лазерным полуактивным самонаведением калибра 152/155 мм «Квитник», изготовленный без российских комплектующих. 17 декабря 2018 года было объявлено, что работы над 152-мм вариантом снаряда завершены и возможно начать его серийное производство.

## Описание
Включает в себя корректируемый осколочно-фугасный снаряд калибра 152 мм с лазерной полуактивной головкой самонаведения 9Э431.
Предназначен для артиллерийских систем типа гаубицы «Мста-С», 2С3М «Акация» и поражения бронированных целей, командных пунктов и инженерных сооружений с первого выстрела. Способен поражать цели, двигающиеся со скоростью до 10 м/с, с вероятностью 0,9.

## Эффективность
Генеральный конструктор ЦКБ «Точность» Николай Шкарлет отмечает, что применение управляемых боеприпасов «Цветник» позволяет повысить эффективность артиллерийского огня:

— В 10—15 раз сократить время выполнения боевой задачи. Несмотря на разницу в стоимости, 16 таких боеприпасов могут выполнить «работу» 800 обычных снарядов. Эффективность очень высока.

## Сравнение с аналогичными комплексами
| Сравнительная характеристика корректируемых артиллерийских боеприпасов различных стран мира | Сравнительная характеристика корректируемых артиллерийских боеприпасов различных стран мира | Сравнительная характеристика корректируемых артиллерийских боеприпасов различных стран мира | Сравнительная характеристика корректируемых артиллерийских боеприпасов различных стран мира | Сравнительная характеристика корректируемых артиллерийских боеприпасов различных стран мира | Сравнительная характеристика корректируемых артиллерийских боеприпасов различных стран мира | Сравнительная характеристика корректируемых артиллерийских боеприпасов различных стран мира | Сравнительная характеристика корректируемых артиллерийских боеприпасов различных стран мира | Сравнительная характеристика корректируемых артиллерийских боеприпасов различных стран мира |
| Наименование                                                                                | Страна                                                                                      | Изображение                                                                                 | Калибр, мм                                                                                  | Максимальная дальность стрельбы, км                                                         | Тип боевой части                                                                            | Масса взрывчатого вещества, кг                                                              | Длина снаряда, мм                                                                           | Масса снаряда, кг                                                                           |
| ------------------------------------------------------------------------------------------- | ------------------------------------------------------------------------------------------- | ------------------------------------------------------------------------------------------- | ------------------------------------------------------------------------------------------- | ------------------------------------------------------------------------------------------- | ------------------------------------------------------------------------------------------- | ------------------------------------------------------------------------------------------- | ------------------------------------------------------------------------------------------- | ------------------------------------------------------------------------------------------- |
| «Краснополь-М1»                                                                             | Россия                                                                                      |                                                                                             | 152                                                                                         | 25                                                                                          | осколочно-фугасная                                                                          | 9,0                                                                                         | 960                                                                                         | 45,0                                                                                        |
| «Краснополь-М2»                                                                             | Россия                                                                                      |                                                                                             | 155                                                                                         | 25                                                                                          | осколочно-фугасная                                                                          | 11,0                                                                                        | 1200                                                                                        | 54,0                                                                                        |
| «Сантиметр-М»                                                                               | Россия                                                                                      |                                                                                             | 152                                                                                         | 18                                                                                          | осколочно-фугасная                                                                          | 10,0                                                                                        | 861                                                                                         | 41,0                                                                                        |
| «Сантиметр-М1»                                                                              | Россия                                                                                      |                                                                                             | 155                                                                                         | 20                                                                                          | осколочно-фугасная                                                                          | 12,0                                                                                        | 940                                                                                         | 40,9                                                                                        |
| «Квитник»                                                                                   | Украина                                                                                     |                                                                                             | 152/155                                                                                     | 20                                                                                          | осколочно-фугасная                                                                          | 8,0                                                                                         | 1200                                                                                        | 48,0                                                                                        |
| M712 «Copperhead» /«Copperhead-2»                                                           | США                                                                                         |                                                                                             | 155                                                                                         | 16/20                                                                                       | кумулятивно-фугасная                                                                        | 6,7                                                                                         | 1370                                                                                        | 62,0                                                                                        |
| M982 «Excalibur»                                                                            | США / Швеция                                                                                |                                                                                             | 155                                                                                         | 23/40–57                                                                                    | осколочно-фугасная, кассетная                                                               | 5,4                                                                                         | 996                                                                                         | 48,0                                                                                        |
| 1. 2. 3. 4. 5. 6. 7. 8.                                                                     |                                                                                             |                                                                                             |                                                                                             |                                                                                             |                                                                                             |                                                                                             |                                                                                             |                                                                                             |

## Варианты и модификации
- «Квітник-E» — модификация управляемого артиллерийского снаряда, имеет калибр 155 мм стандарта НАТО, демонстрационный образец был представлен в январе 2007 года на оружейной выставке IDEX-2007[16].
- «Квітник-155-EП» — модификация калибра 155 мм стандарта НАТО, макетный образец был представлен в мае 2013 года на выставке IDEF-2013[17]

## На вооружении
- Украина — 152-мм вариант принят на вооружение 6 декабря 2012 года. 3 июля 2014 было объявлено о применении снарядов артиллеристами украинской армии в боевых действиях на востоке Украины[18].